# جوني بيكر (لاعب كرة قدم أمريكية)
جوني بيكر (بالإنجليزية: Johnny Baker)‏ هو لاعب كرة قدم أمريكية أمريكي، ولد في 15 مارس 1941 في كامدين في الولايات المتحدة.

## وصلات خارجية
- جوني بيكر على موقع مرجع كرة القدم المحترفة.كوم (الإنجليزية)